# Elling (Frederikshavn)
Elling ist ein Ort in der dänischen Frederikshavn Kommune, Region Nordjylland. Er zählt 1141 Einwohner (Stand 1. Januar 2023) und wurde bereits im 12. Jahrhundert schriftlich erwähnt.
Anfang des 13. Jahrhunderts bekam der Ort eine Kirche, die Elling Kirke. Elling liegt im Kirchspiel Elling Sogn, andere Ortschaften sind Jerup, Nielstrup, Strandby und Øster Holmen sowie die Feriengebiete Bratten Strand und Napstjert.
Durch die Kommunalreform 1970 wurde Elling der Kommune Frederikshavn zugeordnet.

## Verkehr
Von 1890 bis 1924 hatte Elling einen Bahnhof an der schmalspurigen Bahnstrecke Frederikshavn–Skagen. Mit dem Umbau der Strecke auf Normalspur wurde die Streckenführung verändert und der Bahnhof stillgelegt.